# Тит Секстій Магій Латеран
Тит Се́кстій Ма́гій Латера́н (лат. Titus Sextius Magius Lateranus; I століття) — політичний і державний діяч часів Римської імперії, ординарний консул 94 року.

## Біографія
Походив з роду нобілів Секстіїв. Імовірно його родичем був Тит Секстій Африкан, консул-суффект 59 року.
94 року обіймав посаду ординарного консула разом з Луцієм Нонієм Кальпурнієм Торкватом Аспренатом. Про подальшу долю його з того часу згадок немає.

## Родина
- Дружина Волузія Торквата.
- Син Тит Секстій Корнелій Африкан, консул 112 року.